# Nelli Tarakanova
Nelli Tarakanova (ucraïnès: Неллі Юріївна Тараканова)  (Lutsk, 9 de setembre de 1954) és una ex-remadora ucraïnesa que va competir sota bandera soviètica durant la dècada de 1970.
El 1976 va prendre part en els Jocs Olímpics de Mont-real, on guanyà la medalla de plata en la competició del vuit amb timoner del programa de rem.